# Absalom
Al Segon llibre de Samuel inclòs a la Bíblia, Absalom o Absaló (en hebreu, אַבְשָׁלוֹם בן-דוד Avšālôm ben David) és un fill del Rei David d'Israel i Judà que va tenir amb Maacà, la filla de Talmai, rei de Gueixur. Va usurpar-li el tron d'Israel al seu pare durant un breu període.
Absalom va néixer a Hebron però al cap de pocs anys es va traslladar a Jerusalem, la nova capital del Regne d'Israel. Segons el profeta Samuel: En tot Israel no hi havia ningú com Absalom, tan ben plantat i digne d'admiració; de la planta dels peus a la punta del cap, no tenia cap defecte. I quan es rapava els cabells (que això era en acabar l'any, perquè els cabells li pesaven massa i se'ls havia de tallar), la seva cabellera solia arribar a pesar uns dos-cents sicles del pes oficial (uns dos quilos).
Samuel també explica que Absalom va matar el seu germanastre Amnon perquè havia violat la seva germana Tamar. Aleshores es va exiliar per por del càstig del seu pare David. En fugir de Jerusalem se'n va anar a casa del seu avi matern Talmai, a Gueixur i s'hi va instal·lar durant tres anys.
Al passar aquest temps, el Rei David va permetre-li tornar a Jerusalem però li va prohibir anar-lo a visitar al palau. Aquesta situació es mantingué durant dos anys en els quals Absalom va tenir tres fills i una filla, a qui va posar de nom Tamar.
Quan la situació es va normalitzar, Absalom va començar a criticar el seu pare d'amagat i va començar a posar la gent en contra del rei i a favor seu. La gent involucrada en la conspiració d'Absalom anava creixent fins que en un viatge a Hebron, Absalom es va autoproclamar rei d'Israel. Aleshores, David, per evitar un bany de sang, va abandonar Jerusalem i va deixar dues concubines al palau reial perquè el cuidessin.

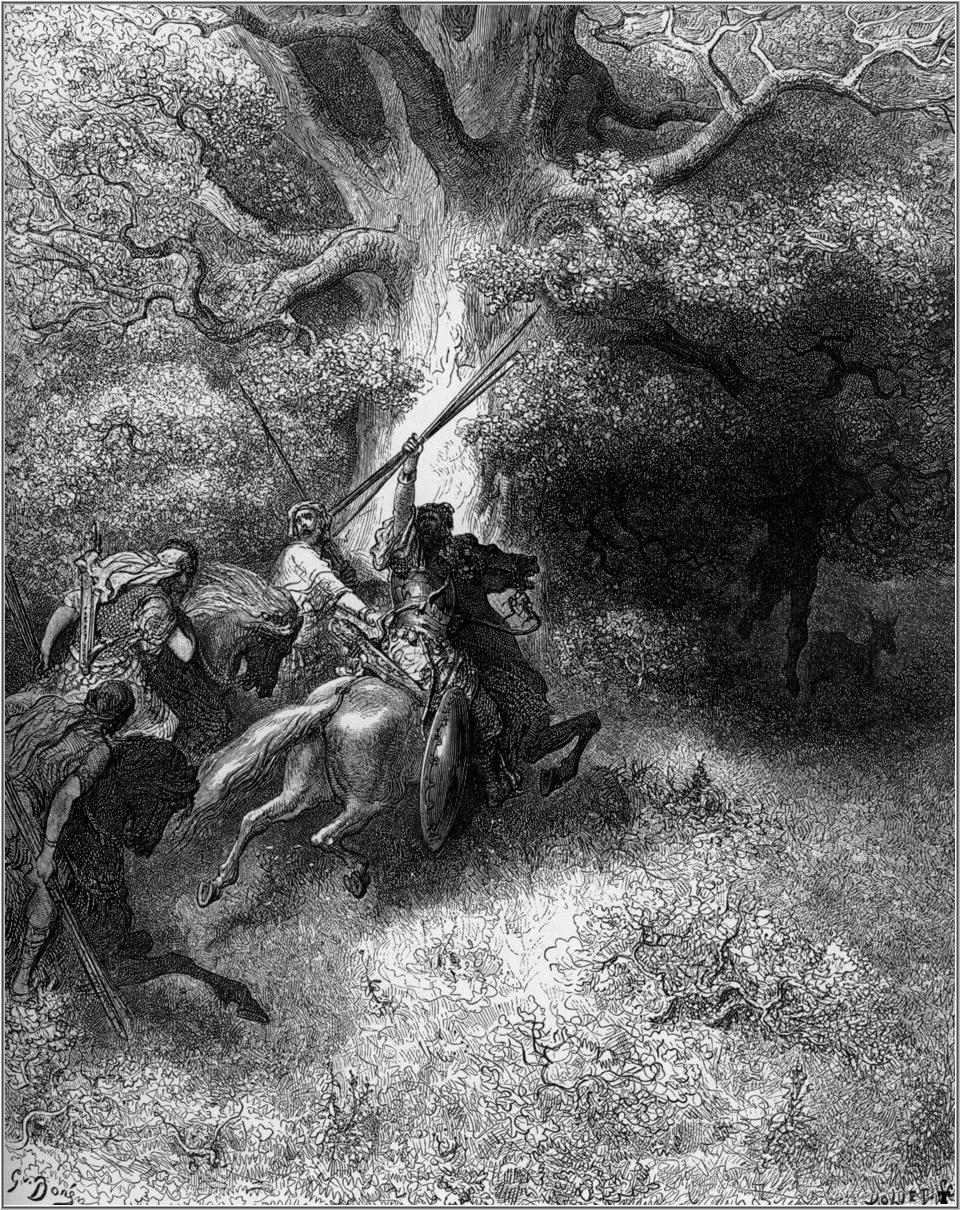
Mort d'Absalom, de Gustave Doré

En arribar Absalom a la capital, es va instal·lar al palau, va cohabitar amb les concubines del seu pare, va acceptar Mefibóixet (el net i hereu de Saül) i va començar a regnar. Poc després, els exèrcits de David i d'Absalom es van trobar a prop de Mahanaim, a Galaad. La batalla va tenir lloc prop del bosc d'Efraïm i hi van morir vint mil homes. Els seguidors de David van guanyar.
Absalom veient-se perdut, va agafar una mula que hi havia per allà i va començar la fugida. De sobte, en passar sota una alzina, va enganxar-se-li els cabells a les branques i es va quedar penjat a l'arbre, ja que la mula va continuar corrent.
Joab, general de David, en assabentar-se'n, va córrer cap allà i va clavar-li tres llances a Absalom. Els seus escuders van rematar-lo. Després, van llençar el seu cos a un clot del bosc i van abocar-hi un munt de pedres al damunt. David va plorar amargament la mort del seu fill i va retornar a Jerusalem.